# Капков, Сергей Владимирович
Сергей Влади́мирович Капко́в (род. 29 июня 1972, Москва) — российский журналист, киновед, историк анимации, а также сценарист и режиссёр. Художественный руководитель Национальной анимационной премии «Икар».  Заслуженный работник культуры Российской Федерации (2022).

## Биография
Родился 29 июня 1972 года в Москве.
В 1989 году поступил в МХТИ им. Менделеева, на факультет химической технологии силикатов. В 1991 году вместе с Александром Плющевым создал молодёжную редакцию газеты «Менделеевец». С 1992 года начал публиковать статьи об актёрах советского кино в газетах Вечерняя Москва и Сударушка. Параллельно в 1993 начал работать учителем химии в школе № 89.
В 1995 году окончил Российский химико-технологический университет имени Д. И. Менделеева и стал ведущим радиостанции «Эхо Москвы». Вёл передачи о театре, кино и мультипликации, а также выпуски новостей культуры. Был корреспондентом. Одновременно печатался во многих газетах и журналах, в том числе «ТВ-Парке», «Труде» (1999—2001), «Еженедельном журнале», «Газете» (2004—2005) и др. С 2001 года пишет книги о кино.
Составитель более 200 биографий советских киноактёров (в том числе для «Энциклопедии кино Кирилла и Мефодия»), растиражированных во всех интернет-энциклопедиях. Один из создателей сайта «Аниматор.ру». Был пресс-атташе Международного фестиваля анимационного кино «КРОК», отборщиком Всероссийского фестиваля анимации в Суздале, отборщиком анимационных фильмов Благотворительного кинофестиваля «Лучезарный ангел», членом Государственной аттестационной комиссии ВГИК на кафедре режиссуры анимационного кино (в 2011-18 — председатель комиссии).
С 2011 года в качестве режиссёра концертов сотрудничает с Российским государственным симфоническим оркестром кинематографии.

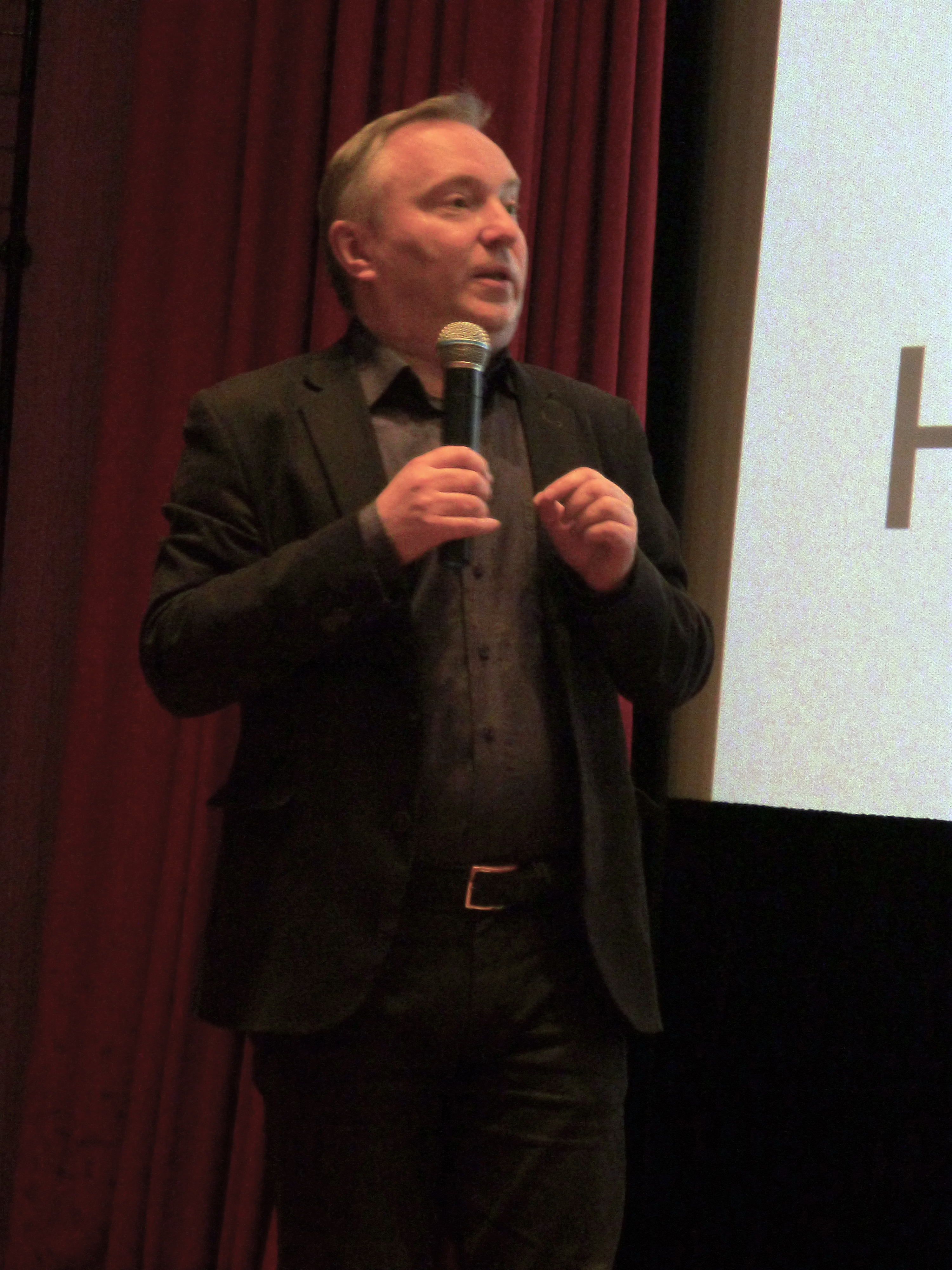
Сергей Капков на «Кинопробе», 5 декабря 2020 года

В 2014 инициировал создание Национальной анимационной премии «Икар» и стал её художественным руководителем.
В 2017 году стал шеф-редактором киностудии Союзмультфильм. Озвучивает мультфильмы, снимается в эпизодических ролях в игровом кино.
Член Российской академии кинематографических искусств «Ника» и Союза кинематографистов РФ.

## Телевидение
В 1996—1998 писал сценарии для телепередачи «Спокойной ночи, малыши!».
С 1998 был редактором новостей на телеканалах «НТВ» и «Россия», сотрудничал в телеканалами «Закон ТВ» и «Время. Первый канал. Всемирная сеть», был шеф-редактором познавательно-развлекательной телепрограммы «Утро России».
Автор сценария телецикла «Человек в кадре» (более 50 фильмов, 2007—2010, телеканал «Время. Первый канал. Всемирная сеть»). Среди фильмов: «Георгий Вицин», «Рина Зелёная», «Георгий Милляр», «Мария Виноградова», «Татьяна Пельтцер», «Александр Татарский», «Юрий Катин-Ярцев», «Мария Капнист», «Константин Бронзит», «Анатолий Кубацкий», «Вячеслав Невинный», «Владимир Ильин», «Александр Демьяненко», «Сергей Скрипка», «Давид Черкасский», «Ольга Красько», «Дмитрий Марьянов», «Борис Бибиков», «Роман Мадянов», «Эдуард Назаров» и др.
Участник многочисленных телепрограмм о кино и мастерах искусств.

## Фильмография
Документальные фильмы:
- 2005 — «Фабрика чудес» (цикл, 2005-2008) — автор сценария
- 2008 — «Пани Малкина — чешская Раневская» (в цикле «Роман с судьбой»; об актрисе Лилиан Малкиной) — режиссёр, автор сценария
- 2008 — «День рождения мультфильма» — режиссёр, автор сценария
- 2010 — «Нарисуем — будем жить» (в цикле «Конструкторы грёз») — автор сценария
- 2012 — «Мы родом из мультиков. Сто лет российской анимации» — автор сценария
- 2012 — «Елена Дриацкая. Во весь голос» (в цикле «Роман с судьбой-3»; о певице Елене Дриацкой) — режиссёр, автор сценария
- 2012 — «Кошки, мишки, Чижиков» (в цикле «Роман с судьбой-3»; о художнике Викторе Чижикове) — режиссёр, автор сценария
- 2013 — «Анимация на коленках» (в цикле «Возвращение легенды») — режиссёр, автор сценария
- 2013 — «Поколение next» (в цикле «Возвращение легенды») — режиссёр, автор сценария
- 2014 — «По дороге с Бременскими» (в цикле «Возвращение легенды-2») — режиссёр, автор сценария
- 2014 — «Волшебники „Экрана“» (в цикле «Возвращение легенды-2») — автор сценария
- 2014 — «Симфония экрана» — режиссёр, автор сценария
- 2015 — «Товарищ Его Высочества»[6] — режиссёр, автор сценария, участие в фильме
- 2020 — «Александр Татарский. Нарисую — будем жить» — автор сценария[7]
- 2021 — «Кто нас нарисовал? История отечественной анимации» (сериал) — участие в сериале

Анимационные фильмы:
- 1998 — «Летающая шуба» (в цикле «Были — небыли») — автор сценария
- 2012 — «Сказ хотанского ковра» (в цикле «Гора самоцветов») — озвучил роль Храброго зайца и массовые сцены
- 2014 — «Поросёнок» (сериал, 2014-2021) — озвучивал роли
- 2015 — «Совы нежные»[8] — продюсер
- 2016 — «Popcorn» — продюсер
- 2017 — «Аниматанго» — продюсер
- 2017 — «Лентяйка Василиса» — озвучил роль Козла
- 2018 — «Бредовая канитель» — сорежиссер и продюсер
- 2019 — «Пилотариум» — продюсер
- 2019 — «7 козлят» — автор сценария[9]
- 2020 — «Медведь» — редактор
- 2020 — «Привет, бабульник!» — редактор[10]
- 2020 — «Репетиция оркестра» — редактор
- 2021 — «Мой друг тигр» — редактор
- 2021 — «Бодо Бородо» (сериал) — автор сценария ряда серий
- 2021 — «Суворов. Великое путешествие» — редактор
- 2023 — «Школа Ёлок» — автор сценария (в соавторстве с Олегом Козыревым)
- 2023 — «Бабугли» — редактор
- 2026 — «Вороний день» — автор сценария

Игровые фильмы:
- 2013 — «Я думал: я — Адам… или долгая дорога в Гогежу» — камео
- 2018 — Черновик — эпизодическая роль полицейского
- 2018 — Слоны могут играть в футбол — роль системного администратора
- 2021 — «Старец» (сериал) — роль адвоката Юрия в серии «Принять нельзя остаться»
- 2022 — «В профиль и анфас» (короткометражный) — роль директора совхоза Михаила Семёновича
- 2022 — «Развод» (сериал) — эпизод
- 2022 — «От одного Зайца» (короткометражный) — роль преподавателя[11]

## Книги
- «Эти разные, разные лица» (2001)
- «Товарищ его высочества» (2002, по воспоминаниям киноактёра и бывшего императорского юнги Георгия Светлани) — Издательство «Деком», ISBN 5-89533-064-9
- «Короли комедии» (2003) — Эксмо, Алгоритм-книга; ISBN 5-9265-0095-8
- «Эпизодники» (2005)
- «Любимые комики» (2005) — Эксмо, Алгоритм; ISBN 5-699-13826-9
- «В гостях у сказки» (2006) — Эксмо, Алгоритм; ISBN 5-699-15640-2
- «Королевы смеха» (2011) — Эксмо, Алгоритм; ISBN 978-5-699-52042-8
- Автор статей в сборнике «Наши мультфильмы» (2006)
- Автор-составитель «Энциклопедии отечественной мультипликации» (2006) М.: «Алгоритм». ISBN 978-5-9265-0319-4
- Автор и составитель «Александр „Pilot“ Татарский», ИД Мещерякова, 2016, ISBN 978-5-91045-920-9.
- «Королевы второго плана» (2022)[12]
- Легенды студии «Союзмультфильм». — Москва: Бослен, 2024. — 432 с. — ISBN 978-5-91187-471-1.

## Награды
- Диплом Кинофестиваля «Созвездие» «За служение культуре и искусству» (2000)[13].
- Диплом Гильдии киноведов и кинокритиков России, как автору-составителю книги «Энциклопедия отечественной мультипликации» (2006)[14].
- Дипломы ежегодной премии Гильдии киноведов и кинокритиков России (2002, 2006, 2007) за книги о кино.
- Приз «Слон» Гильдии киноведов и кинокритиков России за сайт «Аниматор.ру» (2008)[15].
- Диплом Кинофестиваля «Золотой бубен» в номинации «Телевизионный портрет» за фильм о Лилиан Малкиной «Пани Малкина — чешская Раневская» (2008, Ханты-Мансийск)[16][17].
- Приз I Кинофестиваля «Человек, познающий мир» за фильм «Пани Малкина — чешская Раневская» (2009).
- Благодарность министра культуры Российской Федерации за большой вклад в российскую анимацию, многолетнюю плодотворную работу и в связи со 100-летием мультипликационного кино (приказ № 4-вн от 16.01.2012)[18].
- Диплом XIII Фестиваля анимационных искусств «Мультивидение» (2015) с формулировкой «За организацию неорганизуемого» — продюсеру анимационного фильма «Совы нежные»[19].
- Приз в категории «Лучшая работа в прикладной анимации» XXI Открытого российского фестиваля анимационного кино в Суздале (2016) — коллективу авторов под руководством Сергея Капкова за фильм «Совы нежные»[20].
- Приз в номинации «Документальное кино» XIII Международного благотворительного кинофестиваля «Лучезарный ангел» (2016) за фильм «Товарищ Его Высочества»[21][22].
- Приз в категории «Лучший фильм в прикладной и заказной анимации» XXIV Международного фестиваля анимационных фильмов «Крок» (2017, Санкт-Петербург) — за фильм «Аниматанго»[23].
- Номинация «Сценарист» VI Национальной анимационной премии «Икар» (2020) — за сценарий мультфильма «7 козлят»[24].
- «Приз Славы» имени Вячеслава Маясова от оргкомитета XXVI Открытого российского фестиваля анимационного кино за вклад в фестивальное движение (2021)[25].
- Заслуженный работник культуры Российской Федерации (5 сентября 2022 года) — за большой вклад в развитие отечественной культуры и искусства, многолетнюю плодотворную деятельность[26].